# Europese kampioenschappen atletiek 1934 – marathon
Het Europees kampioenschap marathon van 1934 werd gehouden op 9 september 1934 in de Italiaanse stad Turijn.
Er finishten slechts negen marathonlopers.

## Uitslag
| rang | land | deelnemer         | tijd           |
| ---- | ---- | ----------------- | -------------- |
| 1    | FIN  | Armas Toivonen    | 2:52.29,0      |
| 2    | SWE  | Thore Enochsson   | 2:54.35,6      |
| 3    | ITA  | Aurelio Genghini  | 2:55.03,4      |
| 4    | HUN  | Jozsef Galambos   | 2:55.14,0      |
| 5    | GER  | Heinrich Brauch   | 2:58.40,2      |
| 6    | SUI  | Hans Wehrli       | 2:58.45,0      |
| 7    | SUI  | Rudolf Morf       | onbekende tijd |
| 8    | ITA  | Michele Fanelli   | 3:11.09,4      |
| 9    | TCH  | Josef Sulc        | onbekende tijd |
|      | AUT  | Franz Tuschek     | DNF            |
|      | AUT  | Rudolf Wöber      | DNF            |
|      | TCH  | Josef Bena        | DNF            |
|      | FIN  | Oiva Ekholm       | DNF            |
|      | GER  | Paul Gerhardt     | DNF            |
|      | BEL  | Frans Vandersteen | DNS            |

Turijn 1934 ·
Parijs 1938 ·
Oslo 1946 ·
Brussel 1950 ·
Bern 1954 ·
Stockholm 1958 ·
Belgrado 1962 ·
Boedapest 1966 ·
Athene 1969 ·
Helsinki 1971 ·
Rome 1974 ·
Praag 1978 ·
Athene 1982 ·
Stuttgart 1986 ·
Split 1990 ·
Helsinki 1994 ·
Boedapest 1998 ·
München 2002 ·
Göteborg 2006 ·
Barcelona 2010 ·
Zürich 2014 ·
Berlijn 2018 ·
München 2022 ·